# Cazalis (Gironda)
Cazalis é uma comuna francesa na região administrativa da Nova Aquitânia, no departamento da Gironda. Estende-se por uma área de 46.81 km². Em 2010 a comuna tinha 235 habitantes (densidade: 5 hab./km²).